# RoboCop: Prime Directives
RoboCop: Prime Directives è una miniserie televisiva canadese del 2001.

## Trama
Dieci anni dopo gli eventi del film del 1987, RoboCop è diventato obsoleto e stanco. Delta City (ex Detroit) è ora considerato il posto più sicuro sulla Terra e non è più considerato particolarmente necessario.
La prima metà della serie si concentra sull'ex partner di Alex Murphy, John T. Cable, che viene ucciso da RoboCop dopo che il suo sistema è stato violato per programmarlo per uccidere Cable. Cable viene quindi resuscitato come un cyborg per molti aspetti identico al modello RoboCop, ad eccezione del colore e dell'aggiunta di una seconda arma da fianco. "RoboCable" viene inviato per distruggere RoboCop, ma dopo diversi scontri, Cable è convinto di allearsi con Murphy. Nel frattempo, OCP (sull'orlo della bancarotta) viene rilevata da un dirigente intrigante, Damian Lowe, che riesce ad uccidere l'intero consiglio di amministrazione. Per riportare in vita OCP, ha in programma di utilizzare un'intelligenza artificiale chiamata SAINT per automatizzare l'intera città.
La seconda metà della serie introduce il dottor David Kaydick, che progetta di introdurre un virus "biotecnologico" chiamato "Legion" per spazzare via non solo Delta City ma tutta la vita sul pianeta, infettando allo stesso modo computer e persone. Prende il controllo di RoboCable piantandogli un chip che gli causa dolore o morte, a discrezione di Kaydick. RoboCop riceve aiuto da un gruppo di ladri di tecnologia guidati da Ann R. Key, determinati a fermare Kaydick, e dal figlio di RoboCop, James, ora completamente cresciuto e consapevole del destino di suo padre. RoboCop e la sua banda di straccioni corrono per impedire a Kaydick di infiltrarsi nella torre OCP e attivare SAINT, che presumibilmente ucciderebbe quasi tutti gli umani. Durante lo scontro, RoboCop e James si riconciliano tra loro e riescono a riaccendere la precedente personalità di RoboCable. Key e Kaydick muoiono entrambi durante uno scontro tra loro. Utilizzando il dispositivo EMP di James e dopo aver spento RoboCop, RoboCable e Legion vengono terminati. RoboCop viene riavviato senza la sua precedente programmazione di restrizione OCP (oltre a ripristinare la sua identità di "Alex Murphy" invece di un numero di prodotto OCP) o le sue prime direttive. Dopo aver visto un messaggio di addio lasciato da Cable, Murphy torna in servizio attivo per fermare il conseguente crimine a Delta City a causa dell'impulso EMP che oscura la città, decidendo che seguirà le sue tre direttive principali: servire l'ordine pubblico, proteggere gli innocenti e rispettare la legge.
Nell'epilogo, Murphy e i suoi alleati formano la fondazione delle Prime Direttive mentre OCP è pubblicamente disonorato e deve affrontare migliaia di accuse e un'azione legale collettiva multimiliardaria.

## Episodi
| N° | Titolo         | Prima TV        |
| -- | -------------- | --------------- |
| 1  | Dark Justice   | 4 gennaio 2001  |
| 2  | Meltdown       | 11 gennaio 2001 |
| 3  | Resurrection   | 18 gennaio 2001 |
| 4  | Crash and Burn | 25 gennaio 2001 |

## Produzione
Fireworks Entertainment ha dichiarato di voler utilizzare i diritti televisivi di RoboCop prima che scadessero e quindi ha ordinato che fossero emanate le Prime Directives, selezionando Julian Grant per la regia. Grant aveva la reputazione di finire i progetti prima del previsto e sotto il budget. Lui, a sua volta, ha scelto Joseph O'Brien e Brad Abraham per scrivere la serie. Richard Eden, che ha interpretato il ruolo di RoboCop durante la serie televisiva del 1994, è stato contattato per riprendere il ruolo per questa serie, ma i negoziati si sono interrotti per un motivo non specificato.
La precedente incarnazione di RoboCop era la serie TV per famiglie del 1994. Grant non aveva alcun interesse a perpetuare questo approccio e riportò RoboCop alle sue radici oscure e violente. Sebbene Prime Directives si svolga dieci anni dopo il film originale, alla produzione non è stato consentito utilizzare spezzoni dei lungometraggi. La MGM aveva concesso in licenza le riprese della scena della morte di Murphy dal film originale per lo show televisivo. I creatori di Prime Directives hanno preso la clip del programma televisivo che utilizzava il filmato, hanno ricolorato le inquadrature in blu e le hanno utilizzate nel terzo film della serie, Resurrection. In altre parole, hanno utilizzato una clip del programma televisivo che conteneva una clip del film.